# Maurizio Vallone (dirigente)
Maurizio Vallone (Napoli, 17 ottobre 1960) è un poliziotto italiano, Dirigente Generale di Pubblica Sicurezza, dal 1º ottobre 2020 al 26 luglio 2023 direttore della Direzione Investigativa Antimafia e dal 27 luglio 2023 direttore della Scuola di perfezionamento per le forze di polizia.

## Biografia
Nasce a Napoli il 17 ottobre 1960.
Nel dicembre 1983 si laurea in giurisprudenza con 110 e lode presso l'Università degli Studi di Napoli Federico II.
Nel 1987 vince il concorso per Vice Commissario e dal 2 agosto 1988 presta servizio presso il Centro Operativo Telecomunicazioni della Questura di Roma.
Dal 1989 al 1993 assegnato al Nucleo Centrale Anticrimine e nominato responsabile della Sezione Criminalità Informatica svolge numerose indagini sulla mafia siciliana portando alla cattura di latitanti e alla disarticolazione della famiglia mafiosa Madonia e della famiglia Galatolo e all'arresto degli autori dell'omicidio di Libero Grassi.
Dal 1 agosto 1993 presta servizio presso il Centro Operativo di Napoli della Direzione Investigativa Antimafia portando all'Operazione Spartacus contro il Clan dei Casalesi.
Dal 19 febbraio 1997 è Vice Dirigente della Squadra mobile di Napoli ove dirige prima la sezione criminalità economica, la sezione antiestorsione e poi la sezione criminalità organizzata.
Il 12 giugno 2004 diviene Dirigente dell'ufficio di Polizia di frontiera dell'Aeroporto di Roma-Fiumicino mentre il 4 dicembre 2008 diviene il Dirigente del Centro Operativo della D.I.A. di Napoli.
Il 4 agosto 2013 viene nominato Direttore del servizio controllo del territorio della Direzione centrale anticrimine e il 26 marzo 2019 promosso a Dirigente Generale di P.S. viene nominato Questore di Reggio Calabria.
Dal 1 ottobre 2020 al 26 luglio 2023 è Direttore della Direzione Investigativa Antimafia mentre dal 27 luglio 2023 è Direttore della Scuola di Perfezionamento per le Forze di Polizia.
È stato rappresentante per l'Italia presso il comitato bilaterale Italia - Stati Uniti d'America sui crimini informatici e presso il comitato europeo Interpol sulla criminalità informatica.
Inoltre ha scritto un libro e vari articoli di carattere giuridico.

## Opere
Durante la sua carriera ha effettuato le seguenti pubblicazioni:

### Libri
Maurizio Vallone e Antonio Coviello, Truffa in nome della legge, Il Denaro, 2000.
 Ranieri Razzante, Maurizio Vallone e Liana Esposito, Corruzione riciclaggio e mafia, Aracne Editore, 2015, ISBN 8854888125.

### Articoli
Maurizio Vallone, Contrasto al fenomeno estorsivo, in Contro il racket e l’usura, Comune di Napoli, 2002.
 Maurizio Vallone, L'economia sommersa nel mezzogiorno, in Rassegna Economica, Studi e Rassegna del Mezzogiorno, 2013.
 Maurizio Vallone, I sequestri patrimoniali e la gestione dei beni confiscati, in Rassegna Economica, Studi e Rassegna del Mezzogiorno, 2014.
 Maurizio Vallone e Liana Esposito, Credito e Giustizia, in Rassegna Economica, Studi e Rassegna del Mezzogiorno, 2015.
 Maurizio Vallone e Liana Esposito, Reati economici ed efficienza della Giustizia, in Rassegna Economica, Studi e Rassegna del Mezzogiorno, 2016.
 Maurizio Vallone e Alessandro Carini, Il drone con la divisa, in Polizia Moderna, Polizia di Stato, 2017.
 Maurizio Vallone e Liana Esposito, Rapporto tra pubblico e privato, anticorruzione e trasparenza della P.A, in Rassegna Economica, Studi e Rassegna del Mezzogiorno, 2018.
 Maurizio Vallone e Liana Esposito, Come le tre mafie si atteggiano sul fenomeno del racket – come porre l’attenzione sugli imprenditori, vittime di tale sistema, in Rassegna Economica, Studi e Rassegna del Mezzogiorno, 2020.